# Looney Tunes: Duck Amuck
Looney tunes: Duck Amuck è un videogioco d'azione per Nintendo DS della Warner Bros. Games sviluppato da Way forward e da Act imagine nel 2007, ispirato al cartone animato Pennelli, rabbia e fantasia (Duck Amuck) del 1953 (con protagonista Daffy Duck, in cui un disegnatore dispettoso si diverte a modificare lo scenario e lo stesso Daffy a suo piacimento).
Nel videogioco bisognerà fare più o meno la stessa cosa. La schermata iniziale è davvero originale. I due schermi sono vuoti e bianchi, ci sarà solo Daffy che vi guarderà con aria spazientita, parlerà del più o del meno o si lamenterà della vostra lentezza. sarete voi, toccando con lo stilo lui o lo scenario, a dare inizio alla maggior parte dei minigiochi. (In alcuni casi, invece, dovete aspettare che sia Daffy a dare inizio al gioco parlando delle sue conoscenze tecnologiche piuttosto che dei videogiochi di oggi). Potete inoltre accedere ai riconoscimenti, alla lista dei minigiochi sbloccati, delle monete personaggio trovate o alla modalità multiplayer lanciando Daffy Duck lateralmente.

## Personaggi
- Daffy Duck - protagonista, compare in tutti i minigiochi nonché nella schermata iniziale.
- Bugs Bunny - compare solo nel minigioco Daffy usa la zucca
- Marvin il Marziano - compare solo nei minigiochi Daffy 3D e Scappa da Daffy

## Minigiochi

### Minigiochi standard
Cancella il corpo - In questo minigioco dovrai far gareggiare Daffy in una corsa a ostacoli contro Cecil Turle, dopo avergli cancellato e ridisegnato il corpo.
Chat matta - In questo minigioco dovrai insultarti con Daffy via chat fino a riempire lo schermo superiore di tuoi messaggi e svuotarlo da quelli di Daffy.
Daffy a metà - In questo minigioco dovrai tagliare a metà Daffy (che si rigenererà in due parti più piccole) fino a farlo scomparire.
Dai le carte - In questo minigioco dovrai spartire della carte da gioco tra Daffy e i suoi avversari in un saloon, fino a far perdere Daffy.
La miniera di diamanti - In questo minigioco dovrai spostare con lo stilo un diamante fino a una meta senza farlo prendere da Daffy.
Daffy lo spegnicandele - In questo minigioco dovrai spegnere soffiando le candele con cui Daffy illuminerà lo scenario buio finché non utilizzerà un candelotto di dinamite per farlo.
La corsa esplosiva - In questo minigioco dovrai far esplodere dei candelotti di dinamite su Daffy mentre scia.
Fiammiferi e paperi - In questo minigioco dovrai dar fuoco alla scia di benzina che Daffy lascerà in veste di meccanico in un gran premio di formula uno.
Scappa da Daffy - In questo minigioco dovrai far sì che Daffy (nelle vesti di Duck Dodgers) non vinca una battaglia contro Marvin il marziano, questo innescando un circuito elettrico.
Il piano esplosivo - In questo minigioco dovrai suonare un pianoforte dietro direzione di Daffy. Un tasto sarà sopra un candelotto di dinamite, e dovrai evitarlo. Questi, correggendovi, si farà esplodere.
Carica il cannone - In questo minigioco dovrai sparare Daffy con un cannone da circo sopra la dinamite regolando potenza e angolazione.
Daffy 3D - In questo minigioco dovrai impedire a Daffy (in una sua appositamente grossolana rappresentazione 3D) di scappare da Marvin il Marziano. Per fare ciò, devi fare in modo che il papero colpisca, correndo, delle bombe.
Becco di papero cercasi - In questo minigioco dovrai, dopo aver cancellato e ridisegnato la bocca a Daffy, farlo mangiare finché non scoppierà.
Il mio stilo - In questo minigioco dovrai fare in modo che Daffy vi restituisca lo stilo colpendolo con della dinamite.
Ricicla il codice - In questo minigioco dovrai mettere in subbuglio la programmazione del gioco (cosa che naturalmente non avverrà davvero) mandando alcuni dati nel cestino (trasportato da Daffy) e premendone altri che modificheranno il papero.
Daffy Robin Hood - In questo minigioco dovrai tenere Daffy in aria soffiando fino a fargli raggiungere il "perfido sceriffo di Nottingham".
Daffy canta e balla - In questo minigioco dovrai far perdere il tempo di ballo a Daffy modificando la velocità del brano e gli strumenti utilizzati.
Daffy nero di botte - In questo minigioco dovrai rompere i bastoni che Daffy metterà su uno sfondo pericolante, così da farglielo cadere in testa.
Daffy "usa la zucca" - In questo minigioco dovrai "cucinare" Daffy tagliando correttamente la verdura per farla entrare nel pentolone.

### Altri minigiochi
Oltre ai citati minigiochi ce ne sono altri "segreti" che il gioco non rivela come sbloccare e a cui si può giocare solo una volta al giorno. Non essendo catalogati nel gioco come tutti gli altri, questi minigiochi non hanno un nome proprio.